# Prosper Charbonnier
Prosper Jules Charbonnier (Craon, 14 settembre 1862 – Parigi, 10 giugno 1936) è stato un fisico francese.
Ingegnere generale dell'artiglieria navale francese, si è occupato prettamente di balistica, su cui ha pubblicato i trattati Trattato di balistica esteriore (1904) e Balistica interiore (1908).